# En förlupen kula 3
En förlupen kula 3 (franska: Balle perdue 3) är en fransk actionthriller- och kriminaldramafilm som hade premiär den 7 maj 2025 på Netflix. Den är regisserad av Guillaume Pierret, som även skrivit manus tillsammans med Caryl Ferey. Filmen är en fortsättning på En förlupen kula 2 från 2022.

## Handling
Filmen handlar om Lino, en bilmekaniker med ett kriminellt förflutet. När han hotas av ett mordåtal måste han ge sig ut på jakt efter bilen där beviset för hans oskuld finns.

## Rollista (i urval)
- Alban Lenoir – Lino
- Stéfi Celma – Julia
- Pascale Arbillot – Moss
- Sébastien Lalanne – Marco
- Diego Martín – Alvaro
- Quentin d'Hainaut – Yuri